# دووه
دووه (به لهستانی:  Duły) یک روستا در لهستان است که در گمینا اولتسکو واقع شده‌است.